# 亀井俊介
亀井 俊介（かめい しゅんすけ、1932年8月14日 - 2023年8月18日）は、日本の比較文学者、アメリカ文学者、アメリカ大衆文化研究者。東京大学名誉教授。

## 来歴
岐阜県中津川市生まれ。新制岐阜県立中津高等学校卒業。1953年、東京大学文学部英文科卒。1952年、同大学院比較文学比較文化専攻修士課程修了。はじめ詩人を目指していた。同大学院比較文学比較文化専攻博士課程在学中に休学し、セントルイスのワシントン大学に留学。メリーランド大学大学院などをへて、1962年に帰国して大学院に復学。1963年、東京大学大学院比較文学比較文化専攻博士課程単位取得退学。師の一人に島田謹二がいる。
1963年東京大学教養学部助教授、1984年教授、1993年定年退官、名誉教授、東京女子大学教授、2003年岐阜女子大学教授。2020年同退職。
1971年に『近代文学におけるホイットマンの運命』で日本学士院賞を受賞している。1973年には日本学術振興会派遣海外研究員として、ニューヨーク州立大学オルバニー校に留学して、アメリカ大衆文化研究の先駆けとなった。
2023年8月18日、病気のため死去。91歳没。

## 人物
- 著書が多数あり、アメリカ大衆文化に詳しく、性革命に関する著作もあり、『マリリン・モンロー』を刊行したときは、東大教授が岩波新書で出したというので話題になった。
- 司馬遼太郎の愛読者でもあり、新潮文庫版の『峠』や『アメリカ素描』の解説を書いている。また日本女子大学教授だった妻亀井規子（旧姓山名、規子の父は法学者の山名寿三）の死後、遺著「ヴィクトリア朝の小説」（研究社）を刊行している。手記『わが妻の「死の美学」』を出した。
- 2007年にはその研究活動の出発点であった「アメリカ産の日本詩人」ヨネ・ノグチ（日本名野口米次郎、イサム・ノグチの父）の復権を目指し、『ヨネ・ノグチ英文著作集』全6巻を編集、別冊日本語解説を書いた。

## 受賞歴
- 1970年、博士論文『近代文学におけるホイットマンの運命』で日本学士院賞
- 1976年、『サーカスが来た!』で日本エッセイスト・クラブ賞
- 1976年、『サーカスが来た!』で日米友好基金図書賞。
- 1994年、『アメリカン・ヒーローの系譜』で大佛次郎賞
- 2008年、瑞宝中綬章受勲
- 2015年、『有島武郎』で和辻哲郎文化賞受賞
- 2017年、『日本近代詩の成立』で日本詩人クラブ詩界賞受賞

## 著作
- 『近代文学におけるホイットマンの運命』（研究社出版） 1970
- 『ナショナリズムの文学』（研究社出版） 1971、のち講談社学術文庫 1988
- 『アメリカの心 日本の心』（日本経済新聞社） 1975、のち講談社学術文庫 1986
- 『サーカスが来た! アメリカ大衆文化覚書』（東京大学出版会） 1976、のち文春文庫 1980、のち岩波同時代ライブラリー 1992、のち平凡社ライブラリー 2013
- 『内村鑑三 明治精神の道標』（中公新書） 1977
- 『摩天楼は荒野にそびえ わがアメリカ文化誌』（日本経済新聞社） 1978、のち旺文社文庫 1984
- 『自由の聖地 日本人のアメリカ』（研究社出版） 1978
- 『メリケンからアメリカへ 日米文化交渉史覚書』（東京大学出版会） 1979
- 『バスのアメリカ』（冬樹社） 1979、のち旺文社文庫 1984
- 『カバンひとつでアメリカン』（冬樹社） 1982
- 『本のアメリカ』（冬樹社） 1982
- 『アメリカのイヴたち』（文藝春秋） 1983
- 『ハックルベリー・フィンは、いま』（講談社） 1985、のち講談社学術文庫 1991
- 『マリリン・モンロー』（岩波新書） 1987
- 『ピューリタンの末裔たち アメリカ文化と性』（研究社出版） 1987
- 「亀井俊介の仕事」全5巻（南雲堂）

1. 『荒野のアメリカ』 1987
2. 『わが古典アメリカ文学』 1988
3. 『西洋が見えてきた頃』 1988
4. 『マーク・トウェインの世界』 1995
5. 『本めくり東西遊記』 1990

- 『性革命のアメリカ ユートピアはどこに』（講談社） 1989
- 『「金メッキ時代」への私的考察』（PHP研究所） 1990
- 『アメリカ人の知恵 荒野と摩天楼の夢案内』（ベストセラーズ、ワニ文庫） 1990
- 『現代の風景 亀井俊介コラム集』（河合出版） 1991
- 『わが妻の「死の美学」』（リバティ書房） 1993
- 『アメリカン・ヒーローの系譜』（研究社出版） 1993
- 『アメリカの歌声が聞こえる』（岩波書店） 1994
- 「アメリカ文学史講義」全3巻（南雲堂） 1997 - 2000

1. 『新世界の夢 植民地時代から南北戦争まで』
2. 『自然と文明の争い 金めっき時代から一九二〇年代まで』
3. 『現代人の運命 一九三〇年代から現代まで』

- 『アメリカ文化と日本 「拝米」と「排米」を超えて』（岩波書店） 2000
- 『ニューヨーク』（岩波新書） 2002
- 『わがアメリカ文化誌』（岩波書店） 2003
- 『ひそかにラディカル?  わが人生ノート』（南雲堂） 2003
- 『アメリカでいちばん美しい人 マリリン・モンローの文化史』（岩波書店） 2004
- 『わがアメリカ文学誌』（岩波書店） 2007
- 『ハックルベリー・フィンのアメリカ 「自由」はどこにあるか』（中公新書） 2009
- 『英文学者 夏目漱石』（松柏社） 2011
- 『ヤンキー・ガールと荒野の大熊 アメリカの文化と文学を語る』（南雲堂） 2012
- 『有島武郎 世間に対して真剣勝負をし続けて』（ミネルヴァ書房、日本評伝選） 2013
- 『日本近代詩の成立』（南雲堂） 2016
- 『英文学者 坪内逍遥』（松柏社） 2021
- 『魂の声 英詩を楽しむ』（南雲堂） 2021

### 共著・編著
- 『現代比較文学の展望』（編、研究社出版） 1972、のち改題『現代の比較文学』（講談社学術文庫） 1994
- 『講座比較文学』全8巻（芳賀徹, 平川祐弘, 小堀桂一郎共編、東京大学出版会） 1973 - 1976
- 『日本とアメリカ - 比較文化論』全3巻（斎藤眞, 本間長世共責任編集、南雲堂） 1973
- 『アメリカの大衆文化』（本間長世共編、研究社出版） 1975
- 『アメリカ古典文庫5 ウォルト・ホイットマン』[3]（編、研究社出版） 1976
- 『アメリカ古典文庫23 日本人のアメリカ論』（編、研究社出版） 1977
- 『文章の解釈』（平川祐弘, 小堀桂一郎共編、東京大学出版会） 1977
- 『日本とアメリカ』（加藤秀俊共編、日本学術振興会） 1977
- 『アメリカ』（鶴見俊輔共著、文藝春秋） 1980
- 『横断鉄道の時代』（編、集英社、人物アメリカ史3） 1984
- 『日米文化交流事典』（編、南雲堂） 1988
- 『パチンコけんけん学々』（編、善本社） 1990
- 『自伝でたどるアメリカン・ドリーム』（鈴木健次共編、河合出版） 1992
- 『アメリカの文化 現代文明をつくった人たち』（編、弘文堂） 1992
- 『アメリカン・ベストセラー小説38』（編著、丸善ライブラリー） 1992
- 『近代日本の翻訳文化』（編、中央公論社、叢書比較文学比較文化3） 1994：退官記念論文集
- 『世界の歴史23 アメリカ合衆国の膨張』（紀平英作共著、中央公論新社） 1998、のち中公文庫 2008
- 『文学を旅する』（小池滋, 川本三郎共著、朝日選書） 2002
- 『名詩名訳ものがたり 異郷の調べ』（沓掛良彦共著、岩波書店） 2005
- 『ヨネ・ノグチ<野口米次郎> 英文著作集：詩集・小説・評論』（編、東京：Edition Synapse） 2007
全6巻＋別冊解説： Collected English Works of Yone Noguchi Poems, Novels and Literary Essays
- 『アメリカ文化史入門 植民地時代から現代まで』（編、昭和堂） 2006
- 『アメリカの旅の文学 ワンダーの世界を歩く』（編、昭和堂） 2009
- 『「セックス・シンボル」から「女神」へ - マリリン・モンローの世界』（編、昭和堂） 2010
- 『亀井俊介 オーラル・ヒストリー』[4]（研究社） 2017

## 翻訳
- 「グリーン・ノウ物語」（ルーシー・M・ボストン、評論社）、のち新版 2008

1『グリーン・ノウの子どもたち』 1972
2『グリーン・ノウの煙突』 1977
3『グリーン・ノウの川』 1970
4『グリーン・ノウのお客さま』 1968
5『グリーン・ノウの魔女』 1969
別巻『グリーン・ノウの石』 1981
- 『ミカド 日本の父なる力』（W・E・グリフィス、研究社出版） 1972、のち岩波文庫 1995
- 『大西部の開拓者たち』マーティン・ヒルマン、集英社、図説 探検の世界史9） 1975
- 『うさぎどんきつねどん』（J・C・ハリス、集英社） 1980
- 『内村鑑三英文論説翻訳篇 上』（岩波書店） 1984
- 『トム・ソーヤの冒険』（マーク・トウェイン、集英社、少年少女世界名作の森） 1990、のち集英社みらい文庫 2011
- 『アメリカ名詩選』（川本皓嗣共編訳、岩波文庫） 1993
- 『対訳 ディキンソン詩集』（岩波文庫） 1998

## 監修
- 『アメリカ古典大衆小説コレクション』（巽孝之と共同監修、松柏社） 2003 - 2017